# Danmarks försvarsminister
Danmarks försvarsminister (forsvarsminister) är chef för Forsvarsministeriet, i vilket Danmarks försvarsmakt ingår. Danmarks försvarschef, som är den högste militäre befattningshavaren, lyder direkt under försvarsministern.
Den nuvarande posten bildades 1905 genom en sammanslagning av posterna som krigsminister (för armén) och sjökrigsminister (för flottan).

## Lista över ministrar
| Från              | Till              | Krigsminister                         |
| ----------------- | ----------------- | ------------------------------------- |
| 22 mars 1848      | 16 november 1848  | Anton Frederik Tscherning             |
| 16 november 1848  | 13 juli 1851      | Christian Frederik Hansen             |
| 13 juli 1851      | 18 oktober 1851   | Jacob Scavenius Fibiger               |
| 18 oktober 1851   | 27 januari 1852   | Carl Julius Flensborg                 |
| 27 januari 1852   | 12 december 1854  | Christian Frederik Hansen             |
| 12 december 1854  | 25 maj 1856       | Mathias Lüttichau                     |
| 25 maj 1856       | 2 december 1859   | Carl Christian Lundbye                |
| 2 december 1859   | 13 augusti 1863   | Hans Nicolai Thestrup                 |
| 13 augusti 1863   | 18 maj 1864       | Carl Christian Lundbye                |
| 18 maj 1864       | 11 juli 1864      | Christian Emilius Reich               |
| 11 juli 1864      | 6 november 1865   | Christian Frederik Hansen             |
| 6 november 1865   | 1 oktober 1866    | Johan Waldemar Neergaard              |
| 1 oktober 1866    | 19 april 1870     | Valdemar Rudolph von Raasløff         |
| 19 april 1870     | 28 maj 1870       | Christian Emil Krag-Juel-Vind-Frijs   |
| 28 maj 1870       | 23 december 1872  | Wolfgang von Haffner                  |
| 23 december 1872  | 14 juli 1874      | Christian Albert Frederik Thomsen     |
| 14 juli 1874      | 26 augusti 1874   | Niels Frederik Ravn                   |
| 26 augusti 1874   | 11 juni 1875      | Peter Frederik Steinmann              |
| 11 juni 1875      | 11 juli 1875      | -                                     |
| 11 juli 1875      | 28 juli 1877      | Wolfgang von Haffner                  |
| 28 juli 1877      | 4 januari 1879    | Johan Christopher Frederik Dreyer     |
| 4 januari 1879    | 1 april 1881      | Vilhelm Frederik Ludvig Kauffmann     |
| 1 april 1881      | 12 september 1884 | Niels Frederik Ravn                   |
| 12 september 1884 | 7 augusti 1894    | Jesper Jespersen von Bahnson          |
| 7 augusti 1894    | 25 april 1896     | Christian Albert Frederik Thomsen     |
| 25 april 1896     | 23 maj 1897       | Johan Gustav Frederik Schnack         |
| 23 maj 1897       | 28 augusti 1899   | Christian Frederik Frands Elias Tuxen |
| 28 augusti 1899   | 24 juli 1901      | Johan Gustav Frederik Schnack         |
| 24 juli 1901      | 14 januari 1905   | Vilhelm Herman Oluf Madsen            |

| Från              | Till              | Sjökrigsminister                  |
| ----------------- | ----------------- | --------------------------------- |
| 22 mars 1848      | 6 april 1848      | Adam Wilhelm Moltke               |
| 6 april 1848      | 10 augusti 1850   | Christian Christopher Zahrtmann   |
| 10 augusti 1850   | 25 november 1850  | Carl Ludvig Christian Irminger    |
| 25 november 1850  | 27 januari 1852   | Carl Edvard van Dockum            |
| 27 januari 1854   | 12 december 1854  | Steen Andersen Bille              |
| 12 december 1854  | 2 december 1859   | Ole Wilhelm Michelsen             |
| 2 december 1859   | 24 februari 1860  | Hans Nicolai Thestrup             |
| 24 februari 1860  | 31 december 1863  | Steen Andersen Bille              |
| 31 december 1863  | 6 november 1865   | Otto Hans Lütken                  |
| 6 november 1865   | 17 augusti 1866   | Hans Herman Grove                 |
| 17 augusti 1866   | 1 november 1867   | Carl Edvard van Dockum            |
| 1 november 1867   | 22 september 1869 | Otto Frederik Suenson             |
| 22 september 1869 | 19 april 1870     | Valdemar Rudolph von Raasløff     |
| 19 april 1870     | 28 maj 1870       | -                                 |
| 28 maj 1870       | 23 december 1873  | Wolfgang von Haffner              |
| 23 december 1870  | 21 maj 1873       | Christian Albert Frederik Thomsen |
| 21 maj 1873       | 11 juni 1875      | Niels Frederik Ravn               |
| 11 juni 1875      | 11 juli 1875      | -                                 |
| 11 juli 1875      | 28 juli 1877      | Wolfgang von Haffner              |
| 28 juli 1877      | 4 januari 1879    | Johan Christopher Frederik Dreyer |
| 4 januari 1879    | 27 april 1900     | Niels Frederik Ravn               |
| 27 april 1900     | 24 juli 1901      | Christian Giørtz Middelboe        |
| 24 juli 1901      | 14 januari 1905   | Ferdinand Henrik Jøhnke           |

### Försvarsministrar (1905–idag)[3]
| Från              | Till              | Försvarsminister                 |
| ----------------- | ----------------- | -------------------------------- |
| 14 januari 1905   | 12 oktober 1908   | Jens Christian Christensen       |
| 12 oktober 1908   | 16 september 1909 | Niels Thomasius Neergaard        |
| 16 september 1909 | 18 oktober 1909   | Jens Christian Christensen       |
| 18 oktober 1909   | 28 oktober 1909   | Ludvig Holstein-Ledreborg        |
| 28 oktober 1909   | 5 juli 1910       | Christopher Krabbe               |
| 5 juli 1910       | 21 juni 1913      | Klaus Berntsen                   |
| 21 juni 1913      | 30 mars 1920      | Peter Rochegune Munch            |
| 30 mars 1920      | 5 april 1920      | Henri Konow                      |
| 5 april 1920      | 5 maj 1920        | Michael Pedersen Friis           |
| 5 maj 1920        | 9 oktober 1922    | Klaus Berntsen                   |
| 9 oktober 1922    | 23 april 1924     | Søren Brorsen                    |
| 23 april 1924     | 14 december 1926  | Laust Rasmussen                  |
| 14 december 1926  | 30 april 1929     | Søren Brorsen                    |
| 30 april 1929     | 24 november 1932  | Laust Rasmussen                  |
| 24 november 1932  | 31 maj 1933       | Hans Pieter Hansen               |
| 31 maj 1933       | 4 november 1935   | Thorvald August Marinus Stauning |
| 4 november 1935   | 10 april 1940     | Alsing Emanuel Andersen          |
| 10 april 1940     | 8 juli 1940       | - (Alsing Emanuel Andersen)      |
| 8 juli 1940       | 4 maj 1942        | - (Søren Brorsen)                |
| 4 maj 1942        | 29 augusti 1943   | Søren Brorsen                    |
| 29 augusti 1943   | 5 maj 1945        | - (Søren Brorsen)                |
| 5 maj 1945        | 7 november 1945   | Ole Bjørn Kraft                  |
| 7 november 1945   | 13 november 1947  | Harald Petersen                  |
| 13 november 1947  | 30 oktober 1950   | Rasmus Hansen                    |
| 30 oktober 1950   | 30 september 1953 | Harald Petersen                  |
| 30 september 1953 | 25 maj 1956       | Rasmus Hansen                    |
| 25 maj 1956       | 15 november 1962  | Poul Hansen                      |
| 15 november 1962  | 2 februari 1968   | Victor Gram                      |
| 2 februari 1968   | 17 mars 1971      | Erik Ninn-Hansen                 |
| 17 mars 1971      | 11 oktober 1971   | Knud Østergaard                  |
| 11 oktober 1971   | 27 september 1973 | Kjeld Olesen                     |
| 27 september 1973 | 19 december 1973  | Orla Møller                      |
| 19 december 1973  | 13 februari 1975  | Erling Brøndum                   |
| 13 februari 1975  | 1 oktober 1977    | Orla Møller                      |
| 1 oktober 1977    | 10 september 1982 | Poul Søgaard                     |
| 10 september 1982 | 10 september 1987 | Hans Engell                      |
| 10 september 1987 | 3 juni 1988       | Bernt Johan Collet               |
| 3 juni 1988       | 25 januari 1993   | Knud Enggaard                    |
| 25 januari 1993   | 31 december 2000  | Hans Hækkerup                    |
| 21 december 2000  | 27 november 2001  | Jan Trøjborg                     |
| 27 november 2001  | 24 april 2004     | Svend Aage Jensby                |
| 24 april 2004     | 23 februari 2010  | Søren Gade                       |
| 23 februari 2010  | 3 oktober 2011    | Gitte Lillelund Bech             |
| 3 oktober 2011    | 9 augusti 2013    | Nick Hækkerup                    |
| 9 augusti 2013    | 28 juni 2015      | Nicolai Wammen                   |
| 28 juni 2015      | 30 september 2015 | Carl Holst                       |
| 30 september 2015 | 28 november 2016  | Peter Christensen                |
| 28 november 2016  | 27 juni 2019      | Claus Hjort Frederiksen          |
| 27 juni 2019      | 4 februari 2022   | Trine Bramsen                    |
| 4 februari 2022   | 15 december 2022  | Morten Bødskov                   |
| 15 december 2022  | 6 februari 2023   | Jakob Ellemann-Jensen            |
| 6 februari 2023   | 1 augusti 2023    | Troels Lund Poulsen (tf.)        |
| 1 augusti 2023    | 22 augusti 2023   | Jakob Ellemann-Jensen            |
| 22 augusti 2023   |                   | Troels Lund Poulsen              |